# 小行星181569
小行星181569（181569 Leetyphoon），臨時編號2006 VD21 ，是一顆位於小行星帶的小行星。由鹿林天文台於2006年11月9日發現。
該小行星以台灣天文學家、中央研究院院士李太楓命名。